# Boris Borissowitsch Kokorew
Boris Borissowitsch Kokorew (russisch Борис Борисович Кокорев; * 20. April 1959 in Tiflis, Georgische SSR; † 22. Oktober 2018 in Moskau) war ein russischer Sportschütze.

## Erfolge
Boris Kokorew nahm an fünf Olympischen Spielen teil. 1988 belegte er in Seoul mit der Luftpistole nach erfolgreicher Finalqualifikation den achten Platz. Vier Jahre darauf startete er in Barcelona nunmehr für das Vereinte Team und schloss den Wettkampf mit der Luftpistole auf dem 22. Platz ab. Bei den Olympischen Spielen 1996 in Atlanta trat er in dem Wettbewerb mit der Freien Pistole an, in dem er mit 570 Punkten ins Finale einzog. In diesem erzielte er weitere 96,4 Punkte, sodass er mit insgesamt 666,4 Punkten vor Ihar Bassinski und Roberto Di Donna die Goldmedaille gewann und Olympiasieger wurde. Die Spiele im Jahr 2000 in Sydney beendete er mit der Luftpistole auf dem 26. Platz und mit der Freien Pistole auf dem zwölften Platz. Bei seiner letzten Olympiateilnahme 2004 in Athen erreichte er mit der Freien Pistole nochmals das Finale und schloss dieses auf dem fünften Rang ab.
Bei Weltmeisterschaften gewann Kokorew mit der Luftpistolen-Mannschaft 1985 in Mexiko-Stadt, 1986 in Suhl, 1987 in Budapest, 1990 in Moskau und 1991 in Stavanger den Titel. Zudem sicherte er sich mit ihr 1998 in Barcelona Silber. Im Einzel gelang ihm 1990 mit Bronze sein einziger Medaillengewinn. Mit der Freien Pistole gewann er in den Mannschaftswettbewerben 1994 in Mailand, 1998 in Barcelona und 2002 in Lahti jeweils die Silbermedaille. Je dreimal wurde er mit der Luftpistole und der Freien Pistole im Einzel Europameister.
Boris Kokorew hatte ein Kind. Er starb am 22. Oktober 2018 in Moskau.